# Musée préfectural d'histoire et de culture de Kanagawa
Le musée préfectural d’histoire et de culture de Kanagawa (神奈川県立歴史博物館, Kanagawa Kenritsu Rekishi Hakubutsukan) est un musée situé à Yokohama au Japon. Il occupe le bâtiment de l’ancienne banque Yokohama Shōkin, oeuvre de Tsumaki Yorinaka.